# Giacopo del Torso
Jacopo (Iacopo, Jacopino o Giacopino) del Torso (Údine, c. 1350 - Rímini, c. 1414) fue un eclesiástico italiano. 
Nacido en Údine (República de Venecia) de noble familia, en 1387 se doctoró en medicina en la Universidad de Bolonia; durante los años siguientes ejerció en su villa natal, oficiando también como diplomático en varias embajadas que la ciudad envió a Bonifacio IX. 
Tomó el estado eclesiástico en 1395, recibiendo varios beneficios eclesiásticos: fue canónigo de Aquilea, protonotario apostólico, abad in commendam de S. Martino della Belligna y de las iglesias de Buja y de Tricesimo y canónigo de S. Maria in Cividale.
Residió en Roma en las cortes de Bonifacio IX y Inocencio VII durante los primeros años del siglo XV, y cuando en 1406 su paisano Angelo Correr subió al trono de San Pedro, fue nombrado auditor del Tribunal de la Rota; eran los tiempos del Gran Cisma de Occidente en los que Gregorio XII y Benedicto XIII se disputaban el papado, y Del Torso llevó a cabo varias misiones diplomáticas a la corte de Aviñón para tratar de componer una reunión entre los dos pontífices, que finalmente no llegó a verificarse por la desconfianza mutua entre ambos.
Fue creado cardenal diácono de Santa Maria Nuova en el consistorio de mayo de 1408, en el que también recibieron el capelo Antonio Correr, Gabriele Condulmer y Giovanni Dominici. Sin embargo la época no estaba para alegrías en el seno de la iglesia; al año siguiente el Concilio de Pisa declaró nulas todas las disposiciones tomadas por Gregorio XII y eligió papa a Alejandro V como tercero en discordia, y Del Torso se vio privado de todos sus beneficios por obra del patriarca de Aquilea Antonio Panciera.
Fallecido en 1414 en Rímini cuando se dirigía a desempeñar una legación en Venecia, fue sepultado en la iglesia de San Juan Evangelista.